# Miquel Adam Rubiralta
Miquel Adam Rubiralta (Barcelona, 3 de maig de 1979) és un editor i escriptor català.

## Trajectòria
Després d'estudiar Ciències Econòmiques, va treballar durant setze anys per a les editorials Laertes, LaBreu, on va encetar les dues col·leccions de narrativa, la catalana i l'estrangera, Edicions de 1984 com a cap de premsa, i Ara Llibres/Amsterdam, El 2022 endegà una nova editorial, La Segona Perifèria, que pren el nom del blog que el va donar a conèixer.
| «                    | M'obsessiona preparar-me bé per ser digne de les editorials que hi ha. Aquestes editorials –i qui diu editorials diu traductors, autors, correctors, il·lustradors, etc.– han aconseguit de crear lectors exigents. Hi haurà espai si aconsegueixo emular la seva excel·lència. I en això estic concentrat ara. | » |
| — Miquel Adam (2021) | |   |

## Publicacions
- Torero d'hivern (Edicions de 1984, 2015)
- L'amo (L'Altra Editorial, 2021)[3][4]